# Erich Wilde

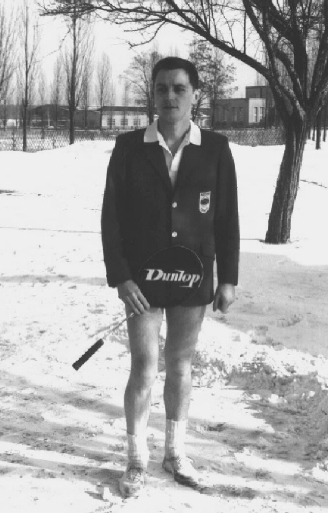
Erich Wilde Mitte der 1960er

Erich Wilde (* 25. Januar 1943 in Kirchhain) ist ein ehemaliger deutscher Badmintonspieler.

## Karriere
Das Spiel mit dem Federball erlernte er in seiner Geburtsstadt bei Traktor Doberlug-Kirchhain. Für diesen Verein erkämpfte er auch erste nationale Medaillen. So gewann er 1960 die DDR-Bestenermittlung der Junioren im Herrendoppel mit seinem Vereinskollegen Uwe Schicktanz. Im Einzel belegte der bei derselben Veranstaltung in Karl-Marx-Stadt den zweiten Platz hinter Frank Fache (Aktivist Zipsendorf). In der darauffolgenden Saison erkämpfte er sich bei den DDR-Juniorenmeisterschaften Silber im gemischten Doppel mit Hildegund Rehklau (ebenfalls Traktor Doberlug-Kirchhain). Die ausgezeichnete Nachwuchsarbeit des Doberluger Vereins unter Leitung von Herbert Tzschirich spiegelt sich in der Saison 1960/1961 insbesondere im Gewinn der DDR-Junioren-Mannschaftsmeisterschaft wider, an welchem auch Erich Wilde entscheidenden Anteil hatte.
Die größten Erfolge feierte Erich Wilde jedoch erst nach seinem Wechsel zum Nachbarverein Aktivist Tröbitz. Mit Aktivist gewann er von 1962 bis 1971 zehnmal die DDR-Mannschaftsmeisterschaft, fünfmal den Titel im Herrendoppel zusammen mit Gottfried Seemann und einmal den Mixed-Titel mit Rita Gerschner.
Dr.-Ing. Erich Wilde lebt auch heute noch in Doberlug-Kirchhain.

## Sportliche Erfolge
| Veranstaltung                       | Saison    | Disziplin    | Platz | Name |
| ----------------------------------- | --------- | ------------ | ----- | --- |
| DDR-Bestenermittlung AK 16/17       | 1959/1960 | Herrendoppel | 1     | Uwe Schicktanz / Erich Wilde (Traktor Doberlug-Kirchhain) |
| DDR-Bestenermittlung AK 16/17       | 1959/1960 | Herreneinzel | 2     | Erich Wilde (Traktor Doberlug-Kirchhain) |
| DDR-Einzelmeisterschaft AK 16/17    | 1960/1961 | Mixed        | 2     | Erich Wilde / Hildegund Rehklau (Traktor Doberlug-Kirchhain) |
| DDR-Mannschaftsmeisterschaft Jugend | 1960/1961 | Mannschaft   | 1     | Traktor Doberlug-Kirchhain (Hans-Joachim Lehmann, Dietmar Pollehn, Karl Stabenow, Hedda Teichgräber, Hildegund Rehklau, Hans-Werner Kaiser, Erich Wilde, Volkmar Lehmann, Betreuer Lothar Zapf)                      |
| DDR-Mannschaftsmeisterschaft        | 1961/1962 | Mannschaft   | 1     | Aktivist Tröbitz (Gottfried Seemann, Gerolf Seemann, Peter Schurig, Erich Wilde, Klaus Katzor, Annemarie Fritzsche, Rita Gerschner, Helga Krüger)                                                                    |
| DDR-Einzelmeisterschaft             | 1961/1962 | Mixed        | 1     | Erich Wilde / Rita Gerschner (Aktivist Tröbitz) |
| DDR-Einzelmeisterschaft             | 1961/1962 | Herreneinzel | 3     | Erich Wilde (Aktivist Tröbitz) |
| DDR-Mannschaftsmeisterschaft        | 1962/1963 | Mannschaft   | 1     | Aktivist Tröbitz (Gottfried Seemann, Gerolf Seemann, Erich Wilde, Klaus Katzor, Annemarie Fritzsche, Rita Gerschner)                                                                                                 |
| DDR-Einzelmeisterschaft             | 1962/1963 | Herrendoppel | 1     | Gottfried Seemann / Erich Wilde (Aktivist Tröbitz) |
| DDR-Einzelmeisterschaft             | 1962/1963 | Herreneinzel | 2     | Erich Wilde (Aktivist Tröbitz) |
| DDR-Einzelmeisterschaft             | 1962/1963 | Mixed        | 3     | Erich Wilde / Annemarie Fritzsche (Aktivist Tröbitz) |
| DDR-Einzelmeisterschaft             | 1963/1964 | Herrendoppel | 1     | Gottfried Seemann / Erich Wilde (Aktivist Tröbitz) |
| DDR-Mannschaftsmeisterschaft        | 1963/1964 | Mannschaft   | 1     | Aktivist Tröbitz (Gottfried Seemann, Gerolf Seemann, Erich Wilde, Klaus Katzor, Annemarie Fritzsche, Rita Gerschner, Gitta Rost)                                                                                     |
| DDR-Einzelmeisterschaft             | 1964/1965 | Herrendoppel | 1     | Gottfried Seemann / Erich Wilde (Aktivist Tröbitz) |
| DDR-Mannschaftsmeisterschaft        | 1964/1965 | Mannschaft   | 1     | Aktivist Tröbitz (Gottfried Seemann, Gerolf Seemann, Erich Wilde, Klaus Katzor, Heinz Glormus, Gerhard Dietze, Peter Schurig, Gotthard Girke, Marlies Bissendorf, Gitta Rost, Annemarie Fritzsche, Rita Gerschner)   |
| DDR-Mannschaftsmeisterschaft        | 1965/1966 | Mannschaft   | 1     | Aktivist Tröbitz (Gottfried Seemann, Joachim Schimpke, Gerolf Seemann, Peter Schurig, Erich Wilde, Klaus Katzor, Rita Gerschner, Annemarie Fritzsche, Gitta Rost)                                                    |
| DDR-Einzelmeisterschaft             | 1965/1966 | Herrendoppel | 1     | Gottfried Seemann / Erich Wilde (Aktivist Tröbitz) |
| DDR-Einzelmeisterschaft             | 1966/1967 | Herrendoppel | 1     | Gottfried Seemann / Erich Wilde (Aktivist Tröbitz) |
| DDR-Mannschaftsmeisterschaft        | 1966/1967 | Mannschaft   | 1     | Aktivist Tröbitz (Gottfried Seemann, Joachim Schimpke, Erich Wilde, Klaus-Peter Färber, Klaus Katzor, Harry Deinert, Helfried Wunderlich, Gerhard Dietze, Ruth Mertzig, Rita Gerschner, Annemarie Fritzsche)         |
| DDR-Mannschaftsmeisterschaft        | 1967/1968 | Mannschaft   | 1     | Aktivist Tröbitz (Gottfried Seemann, Joachim Schimpke, Erich Wilde, Klaus-Peter Färber, Klaus Katzor, Ruth Mertzig, Annemarie Seemann, Rita Gerschner)                                                               |
| DDR-Mannschaftsmeisterschaft        | 1968/1969 | Mannschaft   | 1     | Aktivist Tröbitz (Gottfried Seemann, Joachim Schimpke, Erich Wilde, Klaus-Peter Färber, Klaus Katzor, Roland Riese, Harry Deinert, Ruth Mertzig, Rita Gerschner, Annemarie Seemann, Angelika Seifert, Monika Thiere) |
| DDR-Mannschaftsmeisterschaft        | 1969/1970 | Mannschaft   | 1     | Aktivist Tröbitz (Gottfried Seemann, Joachim Schimpke, Erich Wilde, Klaus-Peter Färber, Roland Riese, Klaus Katzor, Rita Gerschner, Monika Thiere, Annemarie Seemann)                                                |
| DDR-Mannschaftsmeisterschaft        | 1970/1971 | Mannschaft   | 1     | Aktivist Tröbitz (Gottfried Seemann, Werner Michael, Joachim Schimpke, Erich Wilde, Harry Deinert, Klaus-Peter Färber, Roland Riese, Klaus Katzor, Angelika Seifert, Monika Thiere, Rita Gerschner)                  |

## Referenzen
- René Born: 1957–1997. 40 Jahre Badminton in Tröbitz – Die Geschichte des BV Tröbitz e. V., Eigenverlag (1997), 84 Seiten. (Online-Version)
- René Born: Badminton in Tröbitz (Teil 1 – Die Anfänge, die Medaillengewinner, die Statistik), Eigenverlag (2007), 455 Seiten (Online-Version)
- Martin Knupp: Deutscher Badminton Almanach, Eigenverlag (2003), 230 Seiten

| Personendaten    | Personendaten              |
| ---------------- | -------------------------- |
| NAME             | Wilde, Erich               |
| KURZBESCHREIBUNG | deutscher Badmintonspieler |
| GEBURTSDATUM     | 25. Januar 1943            |
| GEBURTSORT       | Doberlug-Kirchhain         |